# プリス・パピルス
プリス・パピルス（英語: Prisse Papyrus）は、エジプト中王国時代の第12王朝のパピルスで、フランスのオリエント研究家エミル・プリス・ダヴェンヌによりテーベで発見され、1847年に発表された。現在ではパリのフランス国立図書館に収蔵されている。
このパピルスの文書は第４王朝のファラオ スネフェルに仕えたと称する『カゲムニの教訓』の最後の２ページを含んでいる。これは格言や実践的な訓戒をとりまとめたものである。
『カゲムニの教訓』の次には、唯一完全に伝わった『プタハホテップの教訓』が記述されている。

## 文学
- 『カゲムニからの教訓』 ミリアム・リヒタイム『古代エジプト文学 第１巻(Ancient Egyptian Literature, Volume I), 1973, pp.59ff』に収録
- 『プタハホテップの教訓』 ミリアム・リヒタイム 『古代エジプト文学 第１巻(Ancient Egyptian Literature, Volume I), 1973, pp. 61ff』に収録
- "Papyrus Prisse" by  Franz. Joseph Lauth 2011年9月24日 10:53(UTC) 閲覧
- papyrus "Prisse" JW Bone (1887) 2011年9月24日 11:34(UTC) 閲覧
- text written-Isaac Meyer 2011年9月25日 13:36(UTC) 閲覧